# Nicolai Wandahl
Nicolai Anker Wandahl (født 19. april 2004 i Stockholm) er en cykelrytter fra Danmark, der senest kørte for Team NPV-Carl Ras Roskilde Junior. Han er lillebror til Frederik Wandahl.

## Meritter
2021
2. plads, Junior-DM i linjeløb
2022
 Dansk mester i holdforfølgelsesløb
1. plads, 3. etape af U6 Cycle Tour Juniors
4. plads samlet ved Ster van Zuid-Limburg